# Winthrop (New York)
Pour les articles homonymes, voir Winthrop.
Winthrop est une census-designated place du comté de Saint Lawrence, dans l'État de New York, aux États-Unis,. En 2020, elle compte une population de 489 habitants.